# ジェームズ・マクイヴェリー
ジェームズ・マイケル・"ジェイ"・マクイヴェリー（James Michael "Jay" McEveley, 1985年2月11日 - ）は、イングランド・リヴァプール出身の元スコットランド代表サッカー選手。現役時代のポジションはDF。

## 経歴
ブラックバーン・ローヴァーズFCのユース出身。2002年11月6日のフットボールリーグカップ･ウォルソールFC戦で、30分にゼバスティアン・ペルツァーとの交代でピッチに立ちトップチームデビューした。
2015-16シーズン限りでフットボールリーグ1のシェフィールド・ユナイテッドFCとの契約を満了し退団。2016年7月24日、スコティッシュ・プレミアシップのロス・カウンティFCと2年契約を交わした。

## 所属クラブ
- ブラックバーン・ローヴァーズFC 2002-2007

→  バーンリーFC 2003-2004 (loan)
→  ジリンガムFC 2005 (loan)
→  イプスウィッチ・タウンFC 2005-2006 (loan)
- ダービー・カウンティFC 2007-2010

→  プレストン・ノースエンドFC 2008 (loan)
→  チャールトン・アスレティックFC 2008-2009 (loan)
- バーンズリーFC 2010-2012

→  スウィンドン・タウンFC 2012 (loan)
- スウィンドン・タウンFC 2012-2014
- シェフィールド・ユナイテッドFC 2014-2016
- ロス・カウンティFC 2016-2017
- トレンメア・ローヴァーズFC 2017-2018

→  ワーリントン・タウンFC 2008-2009 (loan)
- ワーリントン・タウンFC 2018

## 代表歴
- イングランドU21代表 2004

1試合出場
- スコットランドB代表 2006

2試合出場
- スコットランド代表 2007-2008

3試合出場

## タイトル
スウィンドン
- フットボールリーグ2 : 2011-12